# Athlétisme aux Jeux de l'Asie de l'Est de 2005
Navigation
Édition précédente Édition suivante
Les compétitions d'athlétisme aux Jeux de l'Asie de l'Est de 2005 se sont déroulées à Macao.

## Résultats

### Hommes
| Épreuve | Or                          | Or              | Argent                                                           | Argent                         | Bronze                         | Bronze                         |
| --- | --------------------------- | --------------- | ---------------------------------------------------------------- | ------------------------------ | ------------------------------ | ------------------------------ |
| 100 m | Hu Kai Chine                | 10 s 40         | Shingo Kawabata Japon                                            | 10 s 54                        | Wang Shih-Wen Taipei chinois   | 10 s 63                        |
| 200 m | Shinji Takahira Japon       | 20 s 88         | Yang Yaozu Chine                                                 | 21 s 34                        | Suh Min-Suk Corée du Sud       | 21 s 42                        |
| 400 m | Yoshihiro Horigome Japon    | 46 s 44         | Yosuke Inoue Japon                                               | 47 s 41                        | Chao Un Kei Macao              | 49 s 43                        |
| 800 m | Lee Jae-Hun Corée du Sud    | 1 min 48 s 60   | Chen Fu-Pin Taipei chinois                                       | 1 min 49 s 74                  | Masaharu Nakano Japon          | 1 min 50 s 10                  |
| 1 500 m | Hiroyuki Morikawa Japon     | 3 min 48 s 27   | Yasuhiro Tago Japon                                              | 3 min 50 s 82                  | Chen Fu-Pin Taipei chinois     | 3 min 52 s 63                  |
| 5 000 m | Yuki Nakamura Japon         | 14 min 05 s 77  | Tomohiro Seto Japon                                              | 14 min 16 s 44                 | Lee Duhaeng Corée du Sud       | 14 min 24 s 03                 |
| 10 000 m | Yuki Nakamura Japon         | 31 min 59 s 69  | Lee Duhaeng Corée du Sud                                         | 31 min 59 s 72                 | Iao Kuanun Macao               | 34 min 55 s 56                 |
| 110 m haies | Liu Xiang Chine             | 13 s 21         | Shi Dongpeng Chine                                               | 13 s 36                        | Kota Kumamoto Japon            | 13 s 89                        |
| 400 m haies | Takayuki Koike Japon        | 50 s 85         | Zhang Shibao Chine                                               | 51 s 04                        | Susumu Saito Japon             | 52 s 08                        |
| 3000 m steeple | Yoshitaka Iwamizu Japon     | 8 min 40 s 16   | Yasunori Uchitomi Japon                                          | 8 min 45 s 47                  | Wu Wen-Chien Taipei chinois    | 8 min 50 s 41                  |
| 4 × 100 m | Japon                       | 39 s 61         | Taipei chinois Wang Shin-Wen Liu Yuan-Kai Lin Yi-Wei Yi Wei-Chen | 39 s 89                        | Chine                          | 39 s 90                        |
| 4 × 400 m | Japon                       | 3 min 07 s 70   | Taipei chinois                                                   | 3 min 09 s 06                  | Corée du Sud                   | 3 min 12 s 10                  |
| Semi-marathon | Toshinari Fujimoto Japon    | 1 h 08 min 14 s | Huh Jang-Kyu Corée du Sud                                        | 1 h 08 min 17 s                | Eom Hyo-Seok Corée du Sud      | 1 h 08 min 38 s                |
| 20 km marche | Yu Chaohong Chine           | 1 h 23 min 51 s | Shin Il-Yong Corée du Sud                                        | 1 h 24 min 44 s                | Takayuki Tanii Japon           | 1 h 25 min 51 s                |
| Saut en hauteur | Huang Haiqiang Chine        | 2,23 m          | Naoyuki Daigo Japon                                              | 2,23 m                         | Zhang Shufeng Chine            | 2,20 m                         |
| Saut à la perche | Takuro Mori Japon           | 5,00 m          | Pas d’autre médaille attribuée                                   | Pas d’autre médaille attribuée | Pas d’autre médaille attribuée | Pas d’autre médaille attribuée |
| Saut en longueur | Song Jian Chine             | 7,77 m w        | Kenji Fujikawa Japon                                             | 7,73 m                         | Oh Sang-Won Corée du Sud       | 7,72 m                         |
| Triple saut | Kim Deok-Hyeon Corée du Sud | 16,79 m         | Yohei Kajikawa Japon                                             | 16,45 m                        | Zhu Shujing Chine              | 16,38 m                        |
| Lancer du poids | Zhang Qi Chine              | 20,06 m         | Jia Peng Chine                                                   | 18,84 m                        | Shon Hyun Corée du Sud         | 18,06 m                        |
| Lancer du disque | Wu Tao Chine                | 61,74 m         | Tulake Nuermaimaiti Chine                                        | 59,27 m                        | Choi Jong-Bun Corée du Sud     | 54,19 m                        |
| Lancer du marteau | Hiroaki Doi Japon           | 70,35 m         | Lee Yoon-chul Corée du Sud                                       | 66,40 m                        | Hou Fei Macao                  | 37,14 m                        |
| Lancer du javelot | Li Rongxiang Chine          | 79,75 m         | Chen Qi Chine                                                    | 76,96 m                        | Chu Ki-Young Corée du Sud      | 75,59 m                        |
| Décathlon | Kim Kun-Woo Corée du Sud    | 7754 pts        | Yu Bin Chine                                                     | 7531 pts                       | Hsaio Szu-Pin Taipei chinois   | 7383 pts                       |
| Records et Performances - AR : Record continental (area record) - CR : Record des championnats (championship record) - MR : Record du meeting (meet record) - NR : Record national (national record) - OR : Record olympique (olympic record) - PR : Record paralympique (paralympic record) - PB : Record personnel (personal best) - SB : Meilleure performance personnelle de la saison (season's best) - WL : Meilleure performance mondiale de l'année (world leader) - WJR : Record du monde junior (world junior record) - WR : Record du monde (world record) Circonstances et Conditions - DNF : N'a pas terminé (did not finish) - DNS : N'a pas pris le départ (did not start) - DQ : Disqualification (disqualification) - NM : Aucun essai valable enregistré (No Mark) - Q : Qualifié « directement » au prochain tour (ou à la prochaine compétition), lors d'une compétition majeure, grâce au classement ou à la réalisation des minima (automatic qualifier) - q : Qualifié au prochain tour (ou à la prochaine compétition), lors d'une compétition majeure, grâce au repêchage ou à la réalisation de l'une des meilleures performances parmi celles des « non qualifiés directement » (grâce au meilleur temps ou à la meilleure distance par exemple) (secondary qualifier) |                             |                 |                                                                  |                                |                                |                                |

### Femmes
| Épreuve | Or                     | Or              | Argent                     | Argent          | Bronze                      | Bronze           |
| --- | ---------------------- | --------------- | -------------------------- | --------------- | --------------------------- | ---------------- |
| 100 m | Qin Wangping Chine     | 11 s 65         | Shu Yan Chine              | 11 s 76         | Ayumi Suzuki Japon          | 11 s 95          |
| 200 m | Chen Lisha Chine       | 23 s 78         | Rina Fujimaki Japon        | 24 s 58         | Wan Kin Yee Hong Kong       | 24 s 70          |
| 400 m | Asami Tanno Japon      | 52 s 69         | Tang Xiaoyin Chine         | 52 s 93         | Xie Qing Chine              | 54 s 42          |
| 800 m | Liu Qing Chine         | 2 min 00 s 11   | Yang Wei Chine             | 2 min 04 s 57   | Ayako Jinnouchi Japon       | 2 min 05 s 45    |
| 1 500 m | Xie Sainan Chine       | 4 min 20 s 54   | Kaori Kumasaka Japon       | 4 min 21 s 77   | Bae Hae-Jin Corée du Sud    | 4 min 30 s 56    |
| 5 000 m | Xing Huina Chine       | 16 min 04 s 56  | Hiromi Ominami Japon       | 16 min 10 s 77  | Bae Hae-Jin Corée du Sud    | 16 min 35 s 35   |
| 10 000 m | Bao Guiying Chine      | 32 min 35 s 07  | Hiromi Ominami Japon       | 32 min 36 s 62  | Paek Hyang-Ok Corée du Nord | 34 min 53 s 06   |
| 100 m haies | Feng Yun Chine         | 13 s 09         | Su Yiping Chine            | 13 s 44         | Kumiko Ikeda Japon          | 13 s 45          |
| 400 m haies | Huang Xiaoxiao Chine   | 55 s 33         | Wang Xing Chine            | 56 s 54         | Satomi Kubokura Japon       | 57 s 38          |
| 4 × 100 m | Japon                  | 44 s 88         | Chine                      | 45 s 37         | Hong Kong                   | 46 s 66          |
| 4 × 400 m | Chine                  | 3 min 33 s 59   | Japon                      | 3 min 36 s 64   | Macao                       | 4 min 05 s 61 NR |
| Semi-marathon | Yoshiko Ichikawa Japon | 1 h 16 min 31 s | Lim Kyung-Hee Corée du Sud | 1 h 16 min 33 s | Jong Yong-Ok Corée du Nord  | 1 h 18 min 48 s  |
| 20 km marche | Wang Liping Chine      | 1 h 34 min 01 s | Kim Mi-Jung Corée du Sud   | 1 h 34 min 31 s | Sachiko Konishi Japon       | 1 h 35 min 10 s  |
| Saut en hauteur | Jing Xuezhu Chine      | 1,85 m          | Zheng Xingjuan Chine       | 1,85 m          | Mai Yonezu Japon            | 1,70 m           |
| Saut à la perche | Zhao Yingying Chine    | 4,40 m          | Gao Shuying Chine          | 4,30 m          | Ikuko Nishikori Japon       | 4,30 m           |
| Saut en longueur | Kumiko Ikeda Japon     | 6,54 m          | Jung Soon-Ok Corée du Sud  | 6,31 m          | Zhang Yuan Chine            | 6,12 m           |
| Triple saut | Huang Qiuyan Chine     | 14,08 m         | Xie Limei Chine            | 13,65 m         | Kim Su-Yeon Corée du Sud    | 13,36 m          |
| Lancer du poids | Li Meiju Chine         | 18,12 m         | Yoko Toyonaga Japon        | 16,89 m         | Liu Yingpan Chine           | 16,50 m          |
| Lancer du disque | Song Aimin Chine       | 64,32 m         | Ma Shuli Chine             | 60,13 m         | Yuka Murofushi Japon        | 54,28 m          |
| Lancer du marteau | Zhang Wenxiu Chine     | 72,23 m         | Liu Yinghui Chine          | 69,20 m         | Yuka Murofushi Japon        | 63,67 m          |
| Lancer du javelot | Ma Ning Chine          | 61,95 m         | Xue Juan Chine             | 61,42 m         | Misa Nakano Japon           | 53,37 m          |
| Heptathlon | Wang Hailan Chine      | 5932 pts        | Yuki Nakata Japon          | 5719 pts        | Chinami Yasuda Japon        | 5292 pts         |
| Records et Performances - AR : Record continental (area record) - CR : Record des championnats (championship record) - MR : Record du meeting (meet record) - NR : Record national (national record) - OR : Record olympique (olympic record) - PR : Record paralympique (paralympic record) - PB : Record personnel (personal best) - SB : Meilleure performance personnelle de la saison (season's best) - WL : Meilleure performance mondiale de l'année (world leader) - WJR : Record du monde junior (world junior record) - WR : Record du monde (world record) Circonstances et Conditions - DNF : N'a pas terminé (did not finish) - DNS : N'a pas pris le départ (did not start) - DQ : Disqualification (disqualification) - NM : Aucun essai valable enregistré (No Mark) - Q : Qualifié « directement » au prochain tour (ou à la prochaine compétition), lors d'une compétition majeure, grâce au classement ou à la réalisation des minima (automatic qualifier) - q : Qualifié au prochain tour (ou à la prochaine compétition), lors d'une compétition majeure, grâce au repêchage ou à la réalisation de l'une des meilleures performances parmi celles des « non qualifiés directement » (grâce au meilleur temps ou à la meilleure distance par exemple) (secondary qualifier) |                        |                 |                            |                 |                             |                  |

## Tableau des médailles
| Rang  | Nation         | Or | Argent | Bronze | Total |
| ----- | -------------- | -- | ------ | ------ | ----- |
| 1     | Chine          | 26 | 19     | 6      | 51    |
| 2     | Japon          | 16 | 15     | 15     | 46    |
| 3     | Corée du Sud   | 3  | 7      | 11     | 21    |
| 4     | Taipei chinois | 0  | 3      | 4      | 7     |
| 5     | Macao          | 0  | 0      | 4      | 4     |
| 6=    | Corée du Nord  | 0  | 0      | 2      | 2     |
| 6=    | Hong Kong      | 0  | 0      | 2      | 2     |
| Total | Total          | 45 | 44     | 44     | 133   |